# Imisława
Imisława – staropolskie imię żeńskie. Składa się z członu Imi- („jąć”, „rozpocząć”) i -sława („sława”). Mogło oznaczać „ta, która zapoczątkowuje sławę”. W źródłach polskich poświadczone w XIV wieku (1398 rok).
Imisława imieniny obchodzi 25 maja i 12 lipca.
Męskie odpowiedniki: Imisław, Jimisław, Himisław.